# Gore Vidal
Pour les articles homonymes, voir Vidal.
Gore Vidal, né Eugene Louis Vidal le 3 octobre 1925 (baptisé Eugene Luther Gore Vidal, en 1939) et mort le 31 juillet 2012 à Los Angeles aux États-Unis, est un romancier, acteur, scénariste et essayiste américain, auteur pour le théâtre, le cinéma et la télévision.

## Éléments biographiques
Fils d'Eugene Luther Vidal (1895-1969), pionnier de l'aviation et instructeur pilote à West Point, et de Nina, née Gore (1903-1978), Gore Vidal est le petit-fils de Thomas Gore, sénateur de l'Oklahoma. Ses parents, unis en 1922, divorcent en 1935 et sa mère se remarie avec Hugh D. Auchincloss qui deviendra par la suite le beau-père de Jacqueline Kennedy-Onassis. En 1939, il est baptisé sous le nom d'Eugene Luther Gore Vidal dans l'Église épiscopalienne à l'âge de treize ans, afin de préparer sa confirmation, à l'école St. Alban's près de Washington.
Vidal publia en 1948 The City and the Pillar, livre qui fit scandale parce que c'était le premier roman américain à mettre en scène des personnages aux tendances homosexuelles ne connaissant pas une fin tragique pour avoir défié les conventions sociales.
Dans les années 1950, il écrit beaucoup pour la télévision, puis devient scénariste à Hollywood pour gagner sa vie. Mais les ambitions littéraires ne le quittent jamais. Il noue des amitiés avec des collègues comme Truman Capote — avec qui, ensuite, il se brouillera à mort — ou Tennessee Williams, fréquente Anaïs Nin (qui déclare avoir eu une liaison avec lui, ce qu'il nie) aussi bien que Jack Kerouac.
Il devient par la suite un des grands stylistes de la littérature américaine. Politiquement, il dénonce fréquemment ce qu’il appelle « la politique impériale » des États-Unis.
Gore Vidal n'a jamais apprécié qu'on lui accole le terme d'« homosexuel », indiquant que pour lui, « il n'y a pas de personnes homosexuelles, seulement des actes homosexuels ». Il a notamment développé sa conception de la sexualité humaine dans un article publié en 1969, écrivant entre autres : « pour commencer, nous sommes tous bisexuels. C'est un fait de notre nature. »
Dans ses mémoires, intitulés Palimpseste, il évoque certaines de ses relations, en racontant, tout en pudeur, sa longue relation avec son compagnon Howard Austen, qu’il avait rencontré en 1950, et avec qui il a partagé sa vie, « sans relations sexuelles », ce qui constitue le secret de la longévité de cette relation selon Vidal. Chacun de son côté avait cependant des liaisons plus ou moins durables ou des relations de passage avec d'autres hommes.
Pour des raisons de santé et à la suite de la mort de son compagnon, il décide, en 2003, de vendre sa villa de Ravello, appelée La Rondinaia.
Pendant une trentaine d’années, Gore Vidal avait partagé son temps entre Ravello sur la côte amalfitaine en Italie et Los Angeles en Californie.
Il meurt le 31 juillet 2012 à l’âge de 86 ans des suites d’une pneumonie à son domicile de Los Angeles sur les collines de Hollywood.
Il est inhumé à Washington, D.C. au cimetière de Rock Creek.

## Vie privée
Dans son autobiographie, Anaïs Nin confie avoir eu une liaison avec Vidal, liaison qu'il conteste dans sa propre autobiographie en 1995. En 2013, l'auteure Kim Krizon écrit dans un article en ligne intitulé « Gore Vidal's Secret, Unpublished Love Letter to Anaïs Nin » qu'elle a trouvé une lettre d'amour inédite corroborant les dires de Nin. L'autobiographie de Vidal révèle également qu'il a entretenu une romance avec l'actrice Diana Lynn, laissant entendre qu'il pourrait être le père de sa fille. En outre, Vidal était fiancé à l'actrice Joanne Woodward, qui s'est ensuite mariée avec l'acteur Paul Newman ; après leur mariage, le couple partagea pendant un moment une maison avec Vidal à Los Angeles.
En 1950, Gore Vidal rencontre Howard Austen, qui devient son partenaire de vie pendant 53 ans. Vidal confia que le secret de la longévité de cette relation était l'absence de sexe l'un avec l'autre. « C'est facile de maintenir une relation quand le sexe ne joue aucun rôle ; c'est impossible de faire l'inverse. » Dans Celebrity: The Advocate Interviews (1995) par Judy Wiedner, Vidal dit qu'il ne s'est jamais considéré comme gay parce qu'il ne voulait pas être réduit à un adjectif. « Être catégorisé, c'est l'esclavage. Soyez prudents. Je ne me suis jamais considéré comme une victime. J'ai dit — mille fois ? — dans la presse et à la télé que tout le monde est bisexuel. »
Gore Vidal a vécu en Italie. En 2003, il vend La Rondinaia, sa villa italienne sur la côte amalfitaine dans la province de Salerne. En novembre 2003, Howard Austen meurt, et en février 2005, Austen est enterré une deuxième fois au cimetière Rock Creek à Washington, D.C. Neuf ans plus tard, le 31 juillet 2012, Vidal meurt d'une pneumonie dans sa maison californienne située à Hollywood Hills.

## Engagements et polémiques
Gore Vidal, à la suite de ses doutes concernant la version officielle des attentats du 11 septembre 2001,, participe au documentaire Zero du journaliste et député européen italien Giulietto Chiesa.

## Œuvre

### Romans
- Williwaw (1946)  (ISBN 0-226-85585-6) Publié en français sous le titre Ouragan, traduit par Louis Rostain et F. Romieu, Paris, Albin Michel, 1949
- In a Yellow Wood (1947)
- The City and the Pillar (1948)  (ISBN 1400030374) Publié en français sous le titre Un garçon près de la rivière, traduit par Gilbert Martineau, Paris, Éditions des Deux-Rives, 1949 ; réédition sous le même titre dans une nouvelle traduction de Philippe Mikriammos, Paris, Persona, 1981  (ISBN 2-903669-03-1) ; réédition, Paris, Payot et Rivages, coll. « Rivages poche. Bibliothèque étrangère » no 269, 1999  (ISBN 2-7436-0474-3)
- The Season of Comfort (1949)  (ISBN 0-233-98971-4)
- A Search for the King (1950)  (ISBN 0-345-25455-4)
- Dark Green, Bright Red (1950)  (ISBN 0-233-98913-7) (décrivant un coup d'état fictif, réalisé plus tard par l'opération PBSUCCESS)
- The Judgment of Paris (1953)  (ISBN 0-345-33458-2)
- Messiah (1955)  (ISBN 0-14-118039-0) Publié en français sous le titre Messiah, traduit par Philippe Mikriammos, Paris, Belfond, 1980  (ISBN 2-7144-1311-0)
- Julian (1964)  (ISBN 0-375-72706-X) Publié en français sous le titre Julien, traduit par Jean Rosenthal, Paris, Robert Laffont, 1966 ; réédition, Paris, Julliard, 1987  (ISBN 2-260-00464-4) ; réédition, Paris, Galaade éditeur, 2006, avec traduction de J. Rosenthal revue et corrigée  (ISBN 2-351-76016-6) et reprise, Paris, Points no P1901, 2008  (ISBN 978-2-757-80390-5)
- Washington, D.C. (1967)  (ISBN 0-316-90257-8)
- Myra Breckinridge (1968) Publié en français sous le titre Myra Breckinridge, traduit par Jean Rosenthal, Paris, Robert Laffont, coll. « Eroscope. Je suis » no 266, 1970 ; réédition dans une nouvelle traduction de Gérard Joulié sous le titre Myra Breckinridge, suivi de Myron, Paris/Lausanne, L'Âge d'homme, 1988 ; réédition, Paris, Payot et Rivages, coll. « Rivages poche. Bibliothèque étrangère » no 383, 2002  (ISBN 2-7436-0965-6)
- Two Sisters (1970)  (ISBN 0-434-82958-7)
- Burr (1973)  (ISBN 0-375-70873-1) Publié en français sous le titre Burr : l'irrésistible ascension d'Aaron Burr, vice-président des États-Unis, Paris, Belfond, 1978  (ISBN 2-7144-1140-1)
- Myron (1975)  (ISBN 0-586-04300-4) Publié en français sous le titre Myron, précédé par Myra Breckinridge, traduit par Gérard Joulié, Paris/Lausanne, L'Âge d'homme, 1988 ; réédition, Paris, Payot et Rivages, coll. « Rivages poche. Bibliothèque étrangère » no 383, 2002  (ISBN 2-7436-0965-6)
- 1876 (1976)  (ISBN 0-375-70872-3)
- Kalki (1978)  (ISBN 0-14-118037-4) Publié en français sous le titre Kalki, traduit par Jan Dusey, Paris/Lausanne, L'Âge d'homme, 1991  (ISBN 2-8251-0192-3) ; réédition, Paris, Galaade éditeur, 2006  (ISBN 2-35176-017-4)
- Creation (1981)  (ISBN 0-349-10475-1) Publié en français sous le titre Création, traduit par Brice Matthieussent, Paris, Grasset, 1983  (ISBN 2-246-28161-X) ; réédition, Paris, Galaade éditeur, 2007  (ISBN 978-2-35176-034-5)
- Duluth (1983)  (ISBN 0-394-52738-0) Publié en français sous le titre Duluth, traduit par Philippe Mikriammos, Paris, Julliard, 1984  (ISBN 2-260-00387-7) ; réédition, Paris, 10/18. Domaine étranger no 2065, 1989  (ISBN 2-264-01281-1) ; réédition, Paris, Galaade éditeur, 2014  (ISBN 978-2-35176-324-7)
- Lincoln (1984)  (ISBN 0-375-70876-6) Publié en français sous le titre Lincoln, traduit par Gérard Joulié, Paris, Julliard, 1985  (ISBN 2-260-00409-1) ; réédition, Paris, Galaade éditeur, 2010  (ISBN 978-2-35176-085-7)
- Empire (1987)  (ISBN 0-375-70874-X) Publié en français sous le titre Empire, traduit par Gérard Joulié, Paris, Éditions de Fallois, 1993  (ISBN 2-87706-172-8) ; réédition, Paris, LGF, Le Livre de poche no 31679, 2010  (ISBN 978-2-253-12944-8) ; réédition, Paris, Galaade éditeur, 2008  (ISBN 978-2-35176-042-0)
- Hollywood (1989)  (ISBN 0-375-70875-8) Publié en français sous le titre Hollywood, traduit par Gérard Joulié, Paris, Éditions de Fallois, 1990  (ISBN 2-87706-093-4) ; réédition, Paris, Galaade éditeur, 2013  (ISBN 978-2-35176-314-8)
- Live from Golgotha: the Gospel according to Gore Vidal (1992)  (ISBN 0-14-023119-6) Publié en français sous le titre En direct du Golgotha : l'évangile selon Gore Vidal, traduit par Jean-Bernard Blandenier, Paris, Fayard, 1994  (ISBN 2-213-59198-9) ; réédition, Paris, Payot & Rivages, coll. « Rivages poche. Bibliothèque étrangère » no 444, 2003  (ISBN 2-7436-1176-6)
- The Smithsonian Institution (1998)  (ISBN 0-375-50121-5) Publié en français sous le titre La Ménagerie des hommes illustres, Paris, Payot & Rivages, 1999  (ISBN 2-228-89223-8)
- The Golden Age (2000)  (ISBN 0-375-72481-8)

### Romans signés du pseudonyme Edgar Box
- Death Before Bedtime (1953) Publié en français sous le titre La Mort en tenue de soirée, Paris, Librairie Arthème Fayard, 1953 ; réédition, Paris, Fayard, 1994 ; rééditions, Paris, LGF, coll. « Le Livre de poche policier » no 14437, 1998
- Death in the Fifth Position (1954) Publié en français sous le titre La Mort en cinquième position, Paris, Presses de la Cité, coll. « Un mystère » no 127, 1953 ; réédition, Paris, Fayard, 1995 ; réédition, Paris, LGF, coll. « Le Livre de poche policier » no 18206, 2001
- Death Likes It Hot (1954) Publié en français sous le titre Feu d'enfer, Paris, Presses de la Cité, coll. « Un mystère » no 203, 1955; réédition sous le titre La Mort l'aime chaud, Paris, Fayard, 1996 ; réédition, Paris, LGF, coll. « Le Livre de poche policier » no 17261, 2002

### Roman signé du pseudonyme Katherine Everard
- A Star's Progress (aka Cry Shame !) (1950)

### Roman signé du pseudonyme Cameron Kay
- Thieves Fall Out (1953)

### Recueils de nouvelles
- A Thirsty Evil (1956) Publié en français sous le titre La Mauvaise Pente, traduit par Jean Rosenthal, Paris, Robert Laffont, 1966
- Clouds and Eclipses: the Collected Short Stories (2006)

### Essais et non-fiction
- Rocking the Boat (1963)

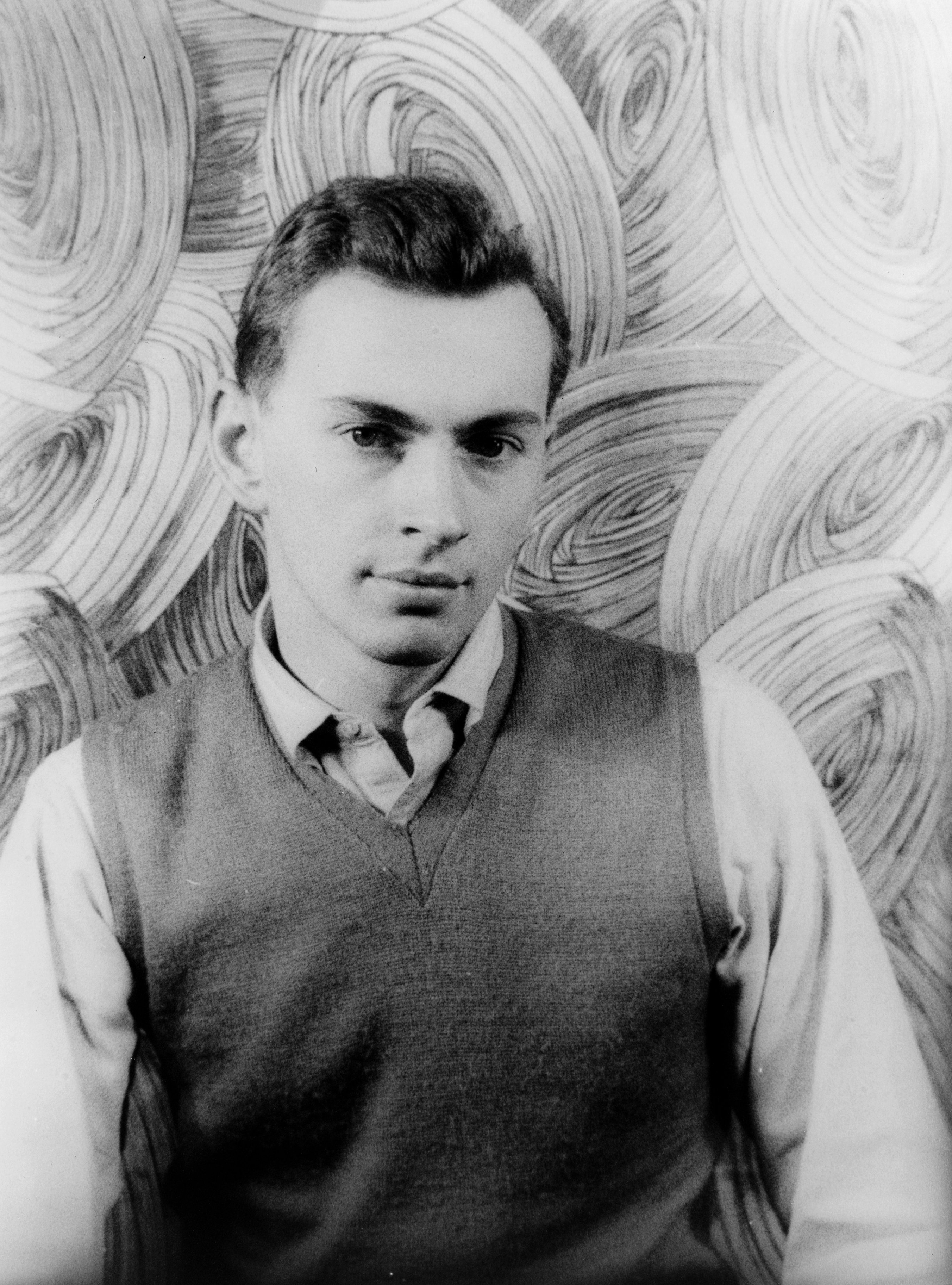
Gore Vidal en 1948.

- Reflections Upon a Sinking Ship (1969)
- Sex, Death and Money (1969)
- Homage to Daniel Shays (1973)
- Matters of Fact and of Fiction (1977) Publié de façon partielle sous le titre Les Faits et la Fiction, traduit par Antoine Berman, Paris, Belfond, 1980  (ISBN 2-7144-1285-8)
- The Second American Revolution and Others Essays (1982) - (National Book Critics Circle Award)
- Armageddon? (1987)
- At Home (1988)
- A View From The Diner's Club (1991)
- Screening History (1992)  (ISBN 0-233-98803-3)
- Decline and Fall of the American Empire (1992)  (ISBN 1-878825-00-3) Publié de façon partielle sous le titre L'Histoire à l'écran, traduit par Pierre-Emmanuel Dauzat, Paris, Fayard, 1994  (ISBN 2-213-59199-7)
- United States: essays 1952–1992 (1993)  (ISBN 0-7679-0806-6) - (National Book Award)
- Virgin Islands (1997)
- The American Presidency (1998)  (ISBN 1-878825-15-1)
- Sexually Speaking: Collected Sex Writings (1999)
- The Last Empire: essays 1992–2000 (2001)  (ISBN 0-375-72639-X)
- Perpetual War for Perpetual Peace or How We Came To Be So Hated, Thunder's Mouth Press, 2002, (2002)  (ISBN 1-56025-405-X)
- Dreaming War: Blood for Oil and the Cheney-Bush Junta, Thunder's Mouth Press, (2002)  (ISBN 1-56025-502-1)
- Inventing a Nation: Washington, Adams, Jefferson (2003)  (ISBN 0-300-10171-6)
- Imperial America: Reflections on the United States of Amnesia (2004)

### Pièces de théâtre
- Visit to a Small Planet (1957)  (ISBN 0-8222-1211-0)
- The Best Man (1960) adaptée en film
- On the March to the Sea (1960-1961, 2004)
- Romulus (adaptée de la pièce Romulus der Große de Friedrich Dürrenmatt) (1962)
- Weekend (1968)
- Drawing Room Comedy (1970)
- An Evening with Richard Nixon (1970)  (ISBN 0-394-71869-0)
- On the March to the Sea (2005)

### Mémoires
- Palimpsest: a memoir (1995)  (ISBN 0-679-44038-0) Publié en français sous le titre Palimpseste, traduit par Lydia Lakel, Paris, Galaade éditeur, 2006  (ISBN 2-35176-015-8)
- Point to Point Navigation (1996) Publié en français sous le titre À l'estime, traduction de Guillaume Villeneuve, Paris, Galaade éditeur, 2008  (ISBN 978-2-35176-045-1)

### Filmographie

#### En tant que scénariste
- 1956 : Le Repas de noces (The Catered Affair), film américain réalisé par Richard Brooks
- 1958 : L'Affaire Dreyfus (I Accuse!), film britannique réalisé par José Ferrer
- 1958 : Le Gaucher (The Left Handed Gun), film américain réalisé par Arthur Penn
- 1959 : Le Bouc émissaire (The Scapegoat), film britannico-américain réalisé par Robert Hamer, d'après le roman éponyme de Daphne du Maurier
- 1959 : Ben-Hur, film américain de William Wyler, d'après le roman de Lewis Wallace.
- 1959 : Soudain l'été dernier (Suddenly, Last Summer), film américain réalisé par Joseph L. Mankiewicz, d'après la pièce de Tennessee Williams
- 1964 : Que le meilleur l'emporte (The Best Man), film américain réalisé par Franklin Schaffner
- 1966 : Paris brûle-t-il ?, film français réalisé par René Clément
- 1979 : Caligula, film italo-américain réalisé par Tinto Brass
- 1990 : Oublier Palerme (Dimenticare Palermo), film franco-italien réalisé par Francesco Rosi

#### Adaptations de ses œuvres
- 1960 : Mince de planète (Visit to a Small Planet), film américain réalisé par Norman Taurog, d'après la pièce éponyme, avec Jerry Lewis, Joan Blackman et Earl Holliman
- 1970 : Myra Breckinridge, film américain réalisé par Michael Sarne (en), d'après le roman éponyme, avec Mae West, John Huston, Raquel Welch, Farrah Fawcett et Tom Selleck
- 1988 : Lincoln, mini-série américaine, d'après le roman éponyme, avec Sam Waterston dans le rôle du président Abraham Lincoln

#### En tant qu'acteur
- 1972 : Fellini Roma de Federico Fellini : lui-même
- 1992 : Bob Roberts de Tim Robbins : Sénateur Brickley Paiste
- 1997 : Bienvenue à Gattaca d'Andrew Niccol : directeur Josef
- 1997 : Haute trahison de George Cosmatos : Congressman Page
- 2006 : Les U.S.A. contre John Lennon (documentaire) de David Leaf et John Scheinfeld II : lui-même